# سيسيل كيلاواي
سيسيل كيلاواي (بالإنجليزية: Cecil Kellaway)‏ (و. 1890 – 1973 م) هو كاتب سيناريو، وممثل مسرحي، وممثل أفلام، وممثل تلفزي بريطاني، ولد في كيب تاون، توفي في هوليوود، عن عمر يناهز 83 عاماً، بسبب مرض قلبي وعائي.

## وصلات خارجية
- سيسيل كيلاواي على موقع IMDb (الإنجليزية)
- سيسيل كيلاواي على موقع الموسوعة البريطانية (الإنجليزية)
- سيسيل كيلاواي على موقع ألو سيني (الفرنسية)
- سيسيل كيلاواي على موقع تيرنر كلاسيك موفيز (الإنجليزية)
- سيسيل كيلاواي على موقع تيرنر كلاسيك موفيز (الإنجليزية)
- سيسيل كيلاواي على موقع أول موفي (الإنجليزية)
- سيسيل كيلاواي على موقع قاعدة بيانات برودواي على الإنترنت (الإنجليزية)
- سيسيل كيلاواي على موقع قاعدة بيانات الأفلام السويدية (السويدية)
- سيسيل كيلاواي على موقع إن إن دي بي (الإنجليزية)
- سيسيل كيلاواي على موقع قاعدة بيانات الفيلم (الإنجليزية)